# Polisón

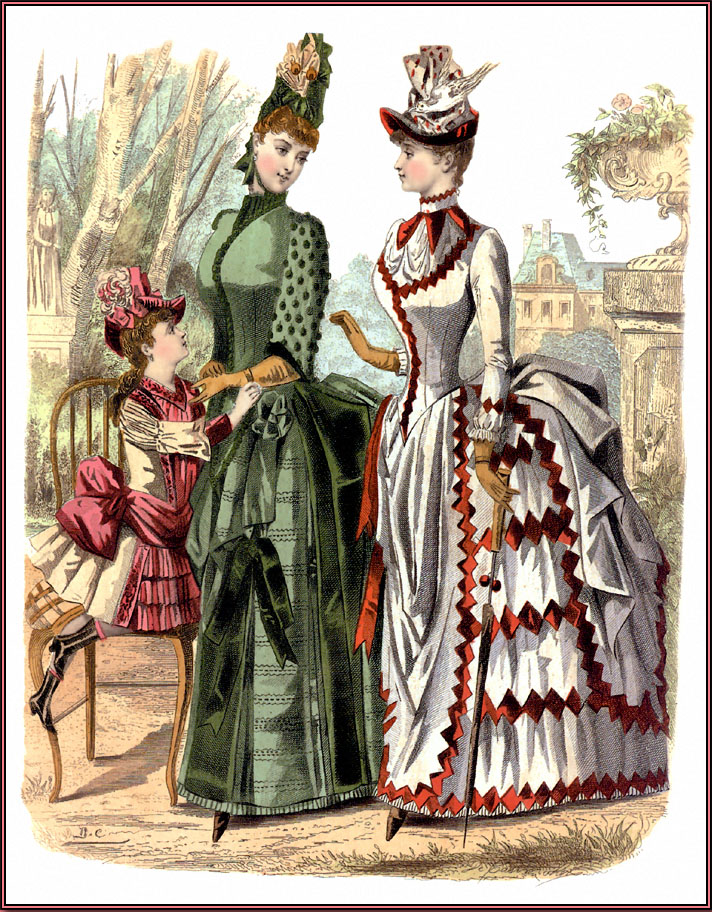
Vestidos con polisón de la década de 1880

El polisón (del francés «polisson») fue un armazón interior que reemplazó al miriñaque en 1870. Atado a la cintura bajo un par de enaguas, lo usaron las mujeres de finales del siglo XIX para que abultasen los vestidos por detrás, pero cayendo rectos por delante. El polisón fue un elemento fundamental en el vestuario de las mujeres acomodadas occidentales durante veinte años. Resultaba mucho más funcional que el anterior miriñaque. Pasó de moda en 1890, pues desde ese momento las prendas caerán hasta el suelo ya sin artificio alguno.
El traje de calle está formado por un cuerpo y una falda, que puede ser de seda con aplicaciones de otomán y pasamanería; el cuerpo es ajustado al cuerpo como un corpiño; mangas largas adornadas con puños de encaje, haciendo juego con el del escote. La falda es recta por delante, bien con tablas capas o volantes plisados, mientras que por detrás va recogida o abullonada. Debajo de la falda se lleva una prenda formada con un cojín o una almohadilla para ahuecarla detrás. El polisón se coloca atándolo a la cintura
El polisón cambió por completo la silueta femenina. Se pasó de la crinolina por recoger todo por detrás en línea ascendente pasándolo hasta la espalda para caer después en una cascada con drapeados y retocado.